# شان ماجومدر
شان ماجومدر (انگلیسی: Shaun Majumder؛ زادهٔ ۲۹ ژانویهٔ ۱۹۷۲) بازیگر، کمدین اهل کانادا است.
از فیلم‌ها یا برنامه‌های تلویزیونی که وی در آن نقش داشته‌است می‌توان به ۲۴، هارولد و کومار به وایت کستل می‌روند، قوطی فشاری، شیفته زن‌ها و از جانب اشاره کرد.